# Papywizard
Papywizard (Panoramic python Wizard) est un logiciel libre de pilotage de tête panoramique, principalement développé pour la monture astronomique Merlin/Orion, mais très facilement adaptable pour d'autres types de têtes.

## Origine et développement
Le projet a démarré avec l'idée d'utiliser une monture astronomique pour faire de la prise de vue panoramique. Le prix très intéressant de la monture Merlin/Orion en a fait la parfaite candidate. La seule chose à faire était une interface électronique, et un petit programme pour la piloter.
Papywizard est entièrement écrit en python, et développé sous linux ; il fonctionne sur les plateformes GNU/Linux, Maemo (Nokia), Windows, Mac OS et OpenMoko.
Ce projet est développé en partenariat avec la société Kolor, qui développe Autopano Pro/Giga/Server, une suite de logiciels d'assemblage panoramique.

## Plug-ins
Afin de supporter d'autres têtes panoramiques, et d'autres moyens de piloter l'APN, un système de plug-ins a été mis en œuvre dans la version 2 :
- Clauss -- Rodeon VR heads
- DSLR Remote Pro
- EOS Utility
- Generic Tethered
- GigaPanBot -- DIY panohead
- Gphoto Bracket
- Merlin-Orion
- PixOrb
- NK Remote
- Panoduino -- DIY panohead
- PixOrb -- Automated camera head
- Simulation
- Timelord
- Ursa Minor BT2
- Ursa Minor USB